# Schlacht von Karame
Die Schlacht von Karame war ein Gefecht am 21. März 1968 um eine Fatahbasis im jordanischen Ort Karame zwischen den angreifenden israelischen Streitkräften auf der einen und palästinensischen Freischärlern (Fedajin) und jordanischen Truppen auf der anderen Seite. Es fand in der Folge des Sechstagekrieges statt und sollte aus israelischer Sicht der Unterdrückung von Terroranschlägen auf Israel dienen. Im Verlauf der Schlacht wurde das Lager vollständig zerstört. Alle teilnehmenden Seiten reklamierten einen militärischen Erfolg.

## Vorgeschichte
Nach dem Sechstagekrieg 1967 intensivierte die palästinensische paramilitärische Organisation (PLO) ihre Terroranschläge gegen Israel. Dabei operierte sie von Basen auf jordanischem Territorium aus. Karame war aufgrund der grenznahen Lage nahe dem Jordan und der Allenby-Brücke (König-Hussein-Brücke) eine der Hauptoperationsbasen der Fatah. Vor allem aber war Karame ein (vom UNHCR betreutes) palästinensisches Flüchtlingslager, das im März 1968 mit etwa 30.000 palästinensischen Flüchtlingen belegt war und von etwa 300 Fedajin beschützt wurde.
Die Israelis begegneten den palästinensischen Anschlägen mit einer Vergeltungskampagne und massierten Truppen auf der anderen Jordanseite. Der jordanische Militärnachrichtendienst bemerkte den Truppenaufmarsch im März 1968. Die jordanische Führung interpretierte dies als Vorbereitung eines israelischen Großangriffs auf die jordanische Hauptstadt Amman und brachte zwei Brigaden der 1. jordanischen Infanteriedivision, zusammen mit Panzerverbänden in der Nähe der Jordanbrücken in Stellung. Insgesamt standen auf einer Breite von 80 Kilometer etwa 15.000 Israelis bereit.

## Verlauf

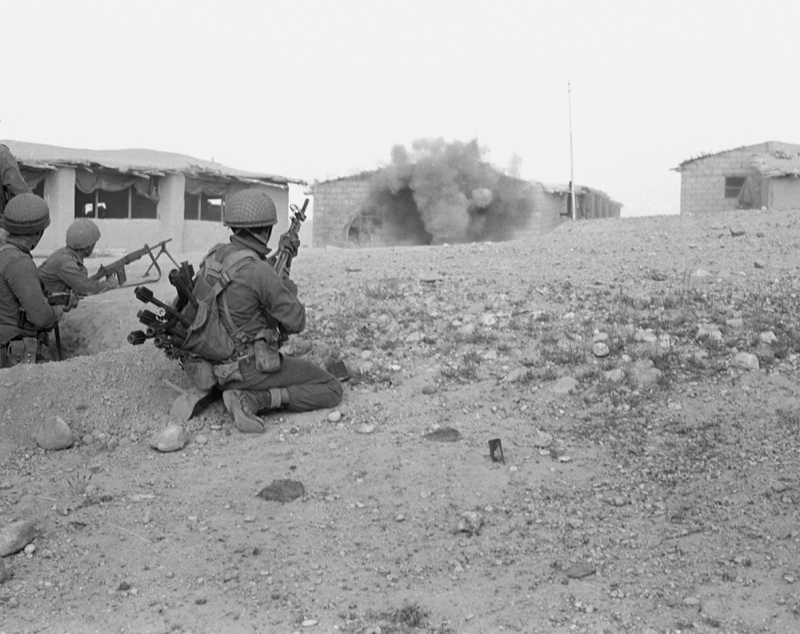
Israelische Fallschirmjäger während des Angriffs

Am 21. März starteten die israelischen Truppen ihren Angriff auf Karame. Dabei sollte der größte Teil der Truppen die Allenby-Brücke im Gefecht überqueren und gegen Karame vorgehen. Ein kleiner Teil sollte den Jordan mit Hilfe einer Pontonbrücke überqueren. Durch diese beiden Angriffe sollte die Stadt eingekesselt werden. Währenddessen sollte eine kleinere Truppe einen Scheinangriff an der Allenby-Brücke durchführen. Gleichzeitig sollten Fallschirmjägereinheiten per Helikopter direkt in Karame abgesetzt werden. Die Israelis waren sich dabei der Anwesenheit der 1. jordanischen Infanteriedivision bewusst.
Der Übergang über die Allenby-Brücke gelang den Israelis. Ebenso gelang die Luftlandung in Karame. Auch die Überquerung des Jordan per Pontonbrücke gelang, allerdings konnte dieser Truppenteil die Befestigungen auf jordanischer Seite nicht durchbrechen. Infolgedessen schlug die Einschließung der Stadt fehl. Trotz des erbitterten Widerstands palästinensischer Kämpfer und jordanischer Soldaten wurde das Fatahlager fast vollständig zerstört. Die israelischen Truppen zogen sich vor Tagesende organisiert über den Jordan zurück. Die jordanische Seite nahm keine Verfolgung auf.

## Verluste

### Israel
Die Israelis gaben ihre Verluste mit 15 Toten und 76 Verwundeten an, Militärhistoriker in der DDR schätzten die israelischen Verluste 1987 auf 28 Tote und 69 bzw. 80 Verwundete sowie 25 Panzer und 3 Kampfflugzeuge. Der französische Politologe Samy Cohen nennt 33 israelische Tote und 161 Verletzte.

### Jordanien
Die jordanische Seite gab die israelischen Verluste mit 250 Toten und Verwundeten sowie 40 Panzern und 4 Flugzeugen an, die eigenen Verluste mit 207 Toten und Verwundeten und die Verluste der Fedajin mit 80 Toten und 40 fortgeschleppten Gefangenen. Anderen Angaben zufolge betrugen die Verluste der jordanischen Armee 61 Tote und 108 Verwundete.

### PLO
Israel hatte die Zahl der getöteten Fedajin zunächst mit 150 angegeben. Anderen Angaben zufolge waren es rund 100 Tote und circa 100 Verwundete. Cohen nennt für die PLO 56 Tote, 141 PLO-Kämpfer kamen in israelische Gefangenschaft.
Der ehemalige israelische Militärarzt und Historiker Asher Porat gab später an, die meisten Getöteten seien Zivilisten gewesen, von insgesamt 196 getöteten Jordaniern und Palästinensern seien nur 90 bewaffnet gewesen.

## Folgen

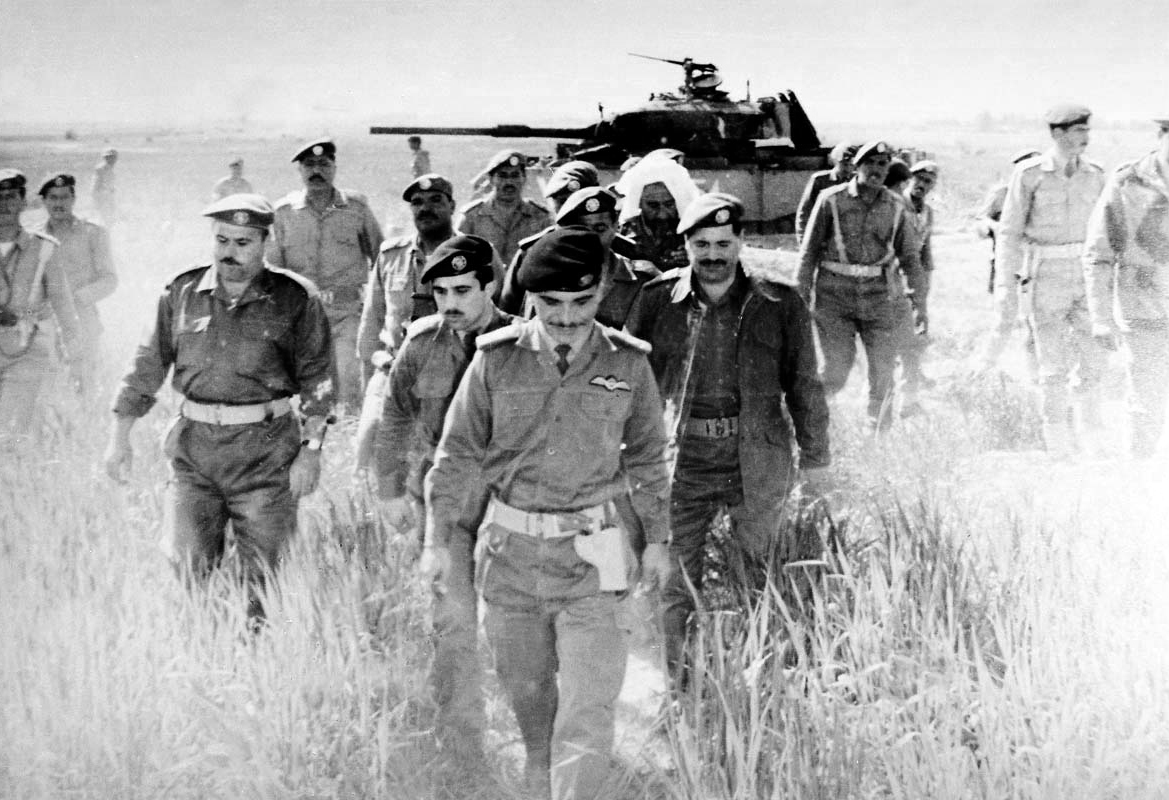
Nach Ende der Kämpfe betritt Jordaniens König Husain I. das Schlachtfeld

Die israelische Seite bezeichnete die Operation als Erfolg, da ihr Primärziel, die Zerstörung des Fatahlagers erfolgreich verlaufen sei. Inwieweit eine Konfrontation mit den jordanischen Truppen Ziel und Teil des israelischen Planes war, ist nicht bekannt. Die jordanische Seite deklarierte das Gefecht als Verteidigungssieg.
Die Fatah glorifizierte das Gefecht als „ersten Sieg gegen Israel“, auch wenn das Camp zerstört wurde und ihr Führer Jassir Arafat während der Gefechte aus dem Lager fliehen musste. Die Organisation erlangte durch das Gefecht einen großen Popularitätssprung in der arabischen Welt. In der jordanischen Öffentlichkeit und den Streitkräften wurde die palästinensische Bewertung der Ereignisse als Zurücksetzung empfunden.
Zunächst führte der israelische Angriff zu einer verstärkten militärischen Kooperation Jordaniens mit Irak und Syrien. Im Juli 1968 wurden im Norden Jordaniens gemeinsame Manöver jordanischer, irakischer und syrischer Truppen abgehalten. Ende 1968 vereinbarten Jordanien und Irak und (unter ägyptischem Druck) auch Syrien die Bildung eines gemeinsamen militärischen Oberkommandos für die arabische „Ostfront“ gegen Israel. Im März 1969 wurde dieses vereinbarte Oberkommando schließlich im südsyrischen as-Suwaida installiert, nomineller Oberkommandierender wurde ein irakischer General. Die seit dem Krieg von 1967 zum Schutz vor Israel in Jordanien stationierten irakischen Truppen wurden von 10.000 bzw. 12.000 Mann auf 17.000 bzw. 20.000 Mann verstärkt.

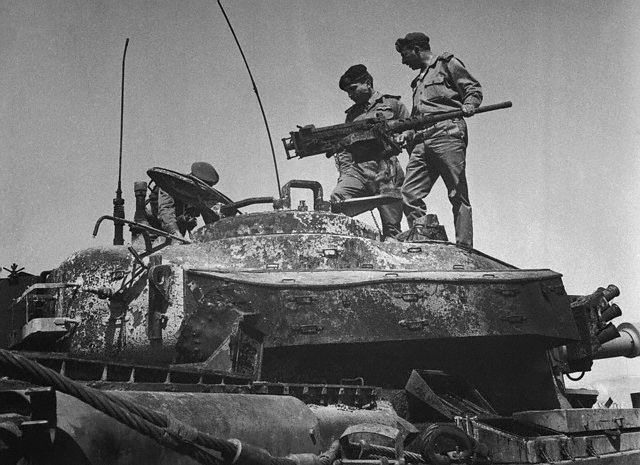
General Mashour Haditha Al-Jazy und König Hussein auf einem verlassenen israelischen Centurion-Panzer nach der Schlacht von Karameh

Die Angriffe der Fatah und die israelischen Gegenschläge verschärften jedoch den Gegensatz zwischen den palästinensischen Organisationen und der jordanischen Regierung, welche die Stabilität des Landes gefährdet sah. Diese Entwicklung gipfelte schließlich im Schwarzen September und der Vertreibung der palästinensischen Kommandos aus Jordanien.